# Трав'янець гострохвостий
Трав'янець гострохвостий (Emberizoides herbicola) — вид горобцеподібних птахів родини саякових (Thraupidae). Мешкає в Центральній і Південній Америці.

## Опис
Довжина птаха становить 18-20 см, враховуючи довгий хвіст, вага 22,8-30 г. Тім'я і спина охристо-коричневі, помітно поцятковані чорнувато-коричневими смугами, покривні пера крил і края махові пер яскраво-оливково-зелені, стернові пера жовтуваті, плечі жовті. Навколо очей незамкнені білі кільця, над очима білуваті "брови", щоки коричнюваті. Горло, груди і живіт білуваті, боки поцятковані темними смужками. Дзьоб яскраво-жовтий, зверху чорний, лапи світло-охристі або рожевуваті. У молодих птахів "брови" сірувато-жовті, нижня частина тіла сірувато-жовта, дзьоб знизу білуватий, боки грудей сильно поцятковані чорнувато-коричневими смугами.

## Підвиди
Виділяють п'ять підвидів:

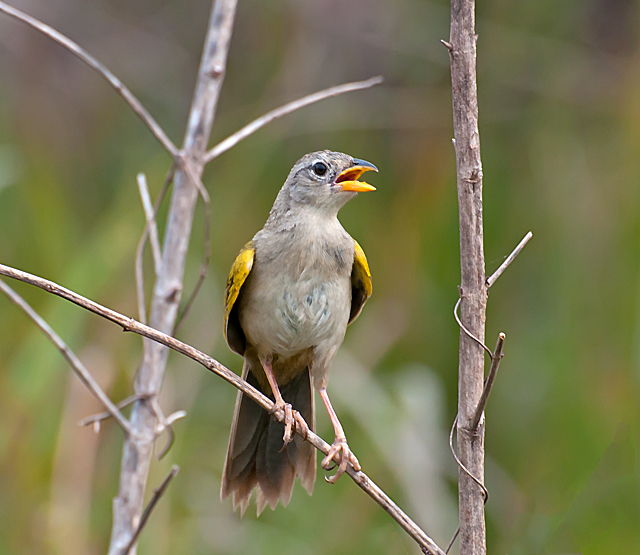
Гострохвостий трав'янець

- E. h. lucaris Bangs, 1908 — південно-західна Коста-Рика (Терраба);
- E. h. hypochondriacus Hellmayr, 1906 — західна і центральна Панама;
- E. h. apurensis Gilliard, 1940 — східна Колумбія (на схід від Анд) і західна Венесуела;
- E. h. sphenurus (Vieillot, 1818) — від північної колумбії до Венесуели, Гвіани і північної Бразилії, північ Перу;
- E. h. herbicola (Vieillot, 1817) — від східної Болівії до східної Бразилії, Парагваю, Уругваю і північної Аргентини.

## Поширення і екологія
Гострохвості трав'янці мешкають в Коста-Риці, Панамі, Колумбії, Венесуелі, Гаяні, Французькій Гвіані, Суринамі, Бразилії, Перу, Болівії, Аргентині, Парагваї і Уругваї. Вони живуть на відкритих трав'яних рівнинах, зокрема в саванах, на сухих, сезонно вологих і заплавних луках, в льяносі і пампі. Зустрічаються на висоті до 1900 м над рівнем моря. Живляться комахами і насінням, яких шукають на землі і серед трави. Гострохвості трав'янці є територіальними, моногамними птахами. Сезон розмноження у них триває з травня по вересень. Гніздо чашоподібне, зроблене зі стебел, сухих колосків і корінців, розміщується в густій траві, на висоті до 30 см над землею. В кладці 2-3 яйця.